# Bataille de Glenmama
La bataille de Glenmama ou Glenn Máma en irlandais : Cath Ghleann Máma se déroule le 30 décembre 999 probablement près de Lyons Hills à Ardclough dans le Comté de Kildare, et oppose une alliance entre les rois Sigtryggr Silkiskegg de Dublin et Máel Mórda mac Murchada de Leinster à une coalition menée par le roi Brian Boru de Munster et le roi Mael Seachnaill II Mór de Mide. Cette confrontation se solde par une victoire décisive de l’alliance Munster–Mide.

## Sources
La bataille apparaît comme une entrée dans un certain nombre d'annales irlandaises : les Annales des quatre maîtres, les Annales d'Ulster, le Chronicon Scotorum et les Annales d'Innisfallen. Les annales irlandaises constituent une collection substantielle et unique d'enregistrements annuels d'événements ecclésiastiques et politiques, tels qu'ils ont été rédigés dans les monastères irlandais du milieu du VIe siècle à la fin du XVIe siècle. Bien que le statut historique des entrées rétrospectives sur les périodes pré-chrétiennes et paléochrétiennes soit incertain, les entrées à partir de la fin du VIe siècle sont contemporaines.

## Contexte
En 997, Brian Boru conclut une trêve avec son ancien rival Mael Sechnaill dans le but d’unir leurs forces contre les Vikings de Dublin. Deux ans plus tard, Mael Morda de Leinster s’allie à son tour avec Sigtryggr Silkiskegg, roi norvégien de Dublin. Cette alliance nordique déclenche un affrontement majeur à la fin de l’année 999.

## Bataille
La bataille se déroule un jeudi 30 décembre 999. Bien que le site exact reste inconnu, les sources médiévales, notamment le poème Circuit of Ireland, situent Glenmama entre Liamhain (en) et Dún Ailinne (en). Les combats sont d’une extrême violence, comme le rapporte la Cogad Gaedel re Gallaib. Environ 7 000 Vikings périssent, parmi lesquels Harald, frère de Sigtryggr et fils d’Olaf Kvaran.
Brian Boru capture Mael Morda, qu’il échange ensuite contre des otages.

## Conséquences
Après leur victoire, les forces de Brian et Mael Sechnaill pillent et incendient Dublin, qu’ils occupent jusqu’au début de l’année suivante. Sygtryggr est temporairement exilé, mais il retrouve rapidement le pouvoir à Dublin grâce à un accord politique avec Brian Boru. Ce dernier lui confie la ville afin d’en maintenir le contrôle indirect. Une alliance matrimoniale scelle cet accord : Sygtryggr épouse la fille de la première épouse de Brian, et celui-ci prend pour seconde épouse la mère de Sygtryggr.
Malgré cette trêve apparente, les tensions persistent : Brian Boru et Sihtric s’affrontent de nouveau en 1014 lors de la bataille de Clontarf.